# リオ・グランデ・マッド
『リオ・グランデ・マッド』（Rio Grande Mud）は、アメリカ合衆国のロック・バンド、ZZトップが1972年に発表した2作目のスタジオ・アルバム。

## 背景
「フランシーヌ」は、元々はザ・チルドレンというバンドで活動していたスティーヴン・ペロンとケニー・コードレイが共作した曲で、ZZトップが1972年にリリースしたシングルでは「Francene」と綴られていた。ZZトップは「フランシーヌ」のスペイン語詞ヴァージョンも録音し、シングルB面曲として発表している。
ビリー・ギボンズは本作のレコーディングでフェンダー・ストラトキャスター等フェンダーのギターを多用したが、「1973年ぐらいに、それらをライヴで使うのをやめた」と語っている。

## 反響・評価
バンドは本作で初めてBillboard 200入りを果たし、最高104位に達した。また、「フランシーヌ」はBillboard Hot 100で69位に達した。
収録曲「ジャスト・ガット・ペイド」は長年にわたってZZトップのコンサートで演奏され、ビリー・ギボンズのスライドギターのショウケースとして評価されている。

## 収録曲
1. フランシーヌ "Francine" (Billy Gibbons, Stephen Perron, Kenny Cordray) – 2:54
2. ジャスト・ガット・ペイド "Just Got Paid" (B. Gibbons, Bill Ham) – 3:48
3. マッシュマウス・シャウティン "Mushmouth Shoutin'" (B. Gibbons, B. Ham) – 3:45
4. コ・コ・ブルー "Ko Ko Blue" (B. Gibbons, Dusty Hill, Frank Beard) – 4:23
5. シボレー "Chevrolet" (B. Gibbons) – 3:19
6. アポロジャイズ・トゥ・パーリー "Apologies to Pearly" (B. Gibbons, D. Hill, F. Beard, B. Ham) – 2:47
7. バーベキュー "Bar-B-Q" (B. Gibbons, B. Ham) – 3:22
8. アフター・ザ・レイン "Sure Got Cold After the Rain Fell" (B. Gibbons) – 6:49
9. ウィスキー&ママ "Whiskey'n Mama" (B. Gibbons, D. Hill, F. Beard, B. Ham) – 3:20
10. ダウン・ブラウニー "Down Brownie" (B. Gibbons) – 2:27

## 参加ミュージシャン
- ビリー・ギボンズ - ボーカル、 ギター、ハーモニカ
- ダスティ・ヒル - ボーカル(on #1, #5)、ベース
- フランク・ベアード - ドラムス